# Ouled Rechache
Ouled Rechache (em árabe: أولاد رشاش) é uma cidade e comuna localizada na província de Khenchela, Argélia. Segundo o censo de 2008, a população total da cidade era de 24 923 habitantes.